# 385 a.C.

## Eventos
- Aulo Mânlio Capitolino, pela segunda vez, Lúcio Quíncio Cincinato Capitolino, Tito Quíncio Capitolino, pela primeira ou segunda vez, Públio Cornélio, pela segunda vez, Lúcio Papírio Cursor, pela segunda vez, Cneu Sérgio Fidenato Cosso, pela segunda vez, tribunos consulares.
- Aulo Cornélio Cosso é nomeado ditador romano para enfrentar os volscos e, principalmente, a ameaça interna representada por Marco Mânlio Capitolino. Seu mestre da cavalaria Tito Quíncio Cincinato Capitolino.